# When I Was a Kid
| Recensione | Giudizio |
| ---------- | -------- |
| Allmusic   | [ 1 ]    |

When I Was a Kid è un album discografico dal vivo dell'attore comico statunitense Bill Cosby, pubblicato nel 1971 dalla MCA Records. Fu registrato dal vivo alla Westbury Music Fair (in seguito rinominata Theatre at Westbury). La copertina raffigura Fat Albert and the Cosby Kids in una delle sue prime apparizioni.

## Tracce
1. My Hernia – 6:22
2. Buck Jones – 6:18
3. Snakes and Alligators – 2:38
4. My Boy Scout Troupe – 2:13
5. My Brother, Russell – 3:31
6. My Father – 3:21
7. Dogs – 3:35
8. Frogs – 2:50